# Calotes zolaiking
Calotes zolaiking (лат.) — вид крупных ящериц из семейства агамовых (Agamidae). Эндемик штата Мизорам на востоке Индии. 

## История открытия
Ранее образцы этой ящерицы относили к виду Oriocalotes paulus, теперь известному как Calotes paulus. Новый вид был формально описан В. Б. Гири и соавторами (2019), которые нашли его достаточно отличающимся по генетическим и морфологическим признакам. По результатам анализа Гири и соавторов, Calotes zolaiking является ближайшим родственником (сестринским таксоном) Calotes paulus, вместе с которым образует самую базальную ветвь рода калотов (Calotes).
Видовое название образовано путём слияния двух слов из языка мизо: Zo [нагорье/холодный регион] и Laiking [агамовая ящерица].

## Описание
Отличается от всех калотов, кроме Calotes paulus, неоднородной чешуёй на спине и слабо развитым спинным гребнем. 
Вид отличается от Calotes paulus по следующим признакам:
- большее количество рядов чешуи на средней части тела (у C. zolaiking — 49—52, а у C. paulus — 42—46);
- большее количество хвостовых позвонков (у C. zolaiking — 50, а у C. paulus — 35—45);
- меньшее количество хвостовых позвонков с поперечными отростками (у C. zolaiking — 12, а у C. paulus — 14).